# King Kong - Il gigante della foresta
King Kong - Il gigante della foresta (キングコングの逆襲?, Kingu Kongu no gyakushū, lett. "Il contrattacco di King Kong") è un film del 1967 diretto da Ishirō Honda.

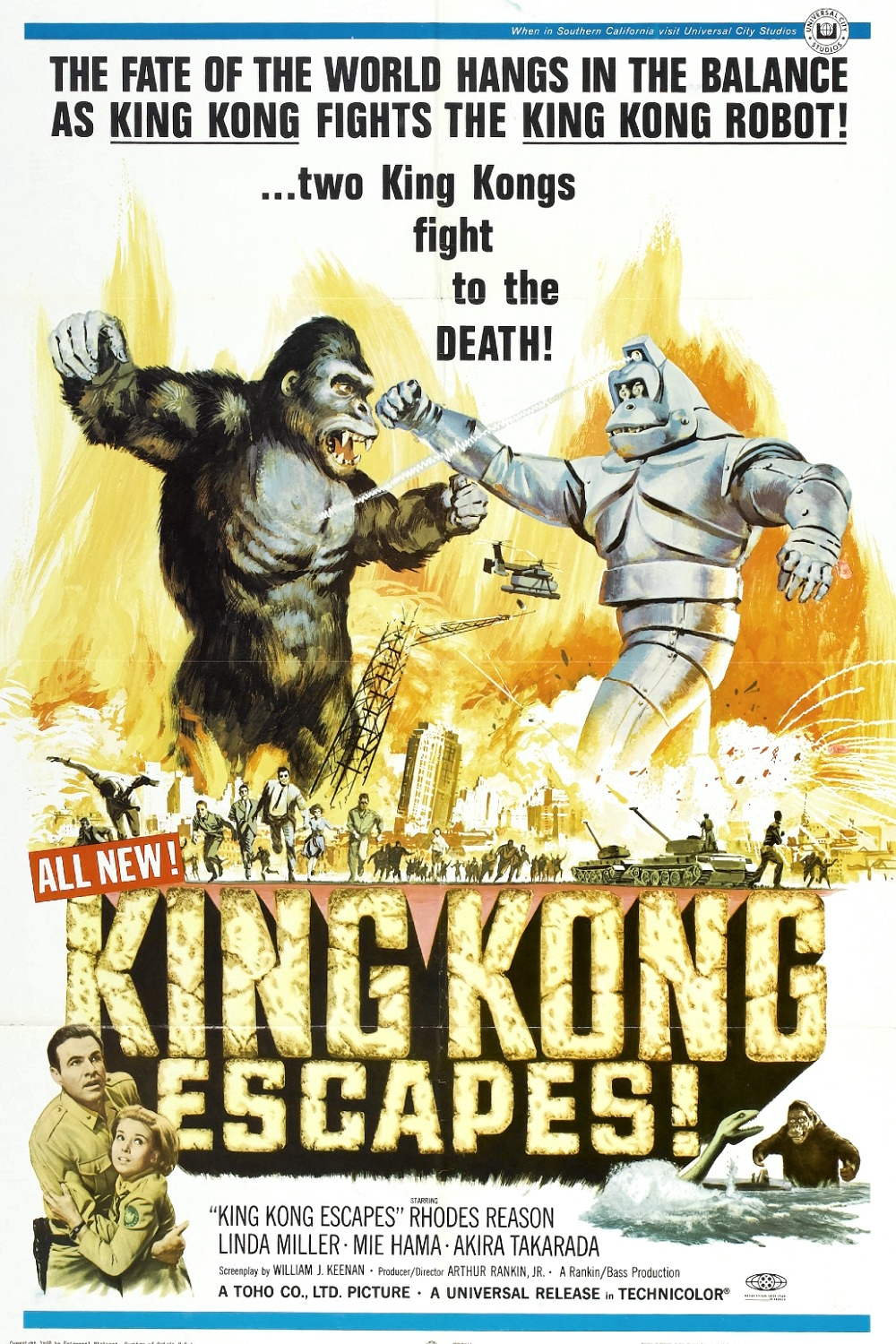
Poster promozionale del film

Il film, prodotto dalla compagnia cinematografica giapponese Toho, è tratto dalla serie animata per bambini King Kong (The King Kong Show) del 1966, coprodotta dalla Toho e dalla statunitense Videocraft.
Nel film ricompare nuovamente il King Kong della Toho, già visto in Il trionfo di King Kong (titolo giapponese Kingu Kongu tai Gojira), tuttavia il film non si collega più di tanto al film dei due mostri e tende più a sembrare un remake in stile giapponese del King Kong del 1933 che un sequel de Il trionfo di King Kong. Per questo vi sono molti elementi nel film che rimandano al primo King Kong e che non hanno nulla a che vedere con Godzilla e la sua saga (come la donna bionda di cui Kong si innamora o il fatto che il gigantesco gorilla venga catturato e si liberi scatenando il panico per la città). Tuttavia il successivo inserimento del Gorosaurus nel film Gli eredi di King Kong (Kaijū sōshingeki) fanno pensare che questo film sia collegato alla saga del dinosauro mutante.

## Trama
Una spedizione dell'ONU, guidata dagli americani Carl Nelson e Susan Watson e dal giapponese Jiro Nomura, sta compiendo delle ricerche oceanografiche a bordo dell'Explorer, un sommergibile atomico, nei pressi dell'isola di Mondo nell'arcipelago giapponese. A causa di un'avaria sono costretti ad approdare in una baia dell'isola. Qui scoprono l’esistenza di un gorilla gigante chiamato Kong, venerato e temuto dalla popolazione indigena. Kong si innamora di Susan Watson e la salva dal Gorosaurus, un enorme Allosaurus evoluto, che dopo un duro scontro uccide rompendogli le fauci, per poi difendere il resto dell’equipaggio da un serpente marino in uno scontro acquatico. Una volta rientrati negli Stati Uniti, gli scienziati annunciano la scoperta, riproponendosi di tornare al più presto all'isola per studiare le cause che hanno potuto mantenere in vita questi esseri estinti da secoli.
Nel frattempo il Dottor Who, uno scienziato malvagio, in una base sul polo nord sta cercando una sostanza super nucleare, l'element X, il cui possesso permetterebbe a chiunque il dominio del mondo intero. Allo scopo è stato costruito un robot, Mechani-Kong, clone cyborg di King Kong, che però si guasta. Il Dottor Who decide di usare Kong dopo averlo rapito e ipnotizzato. Ma quando cessa l'effetto Kong si libera e distrugge Mechani-Kong in un duello in cima alla Tokyo Tower, sgominando poi l'organizzazione una volta per tutte e uccidendo il dottor Who con l'aiuto dei tre protagonisti, accorsi in suo aiuto.